# Armstrongsche Mischung

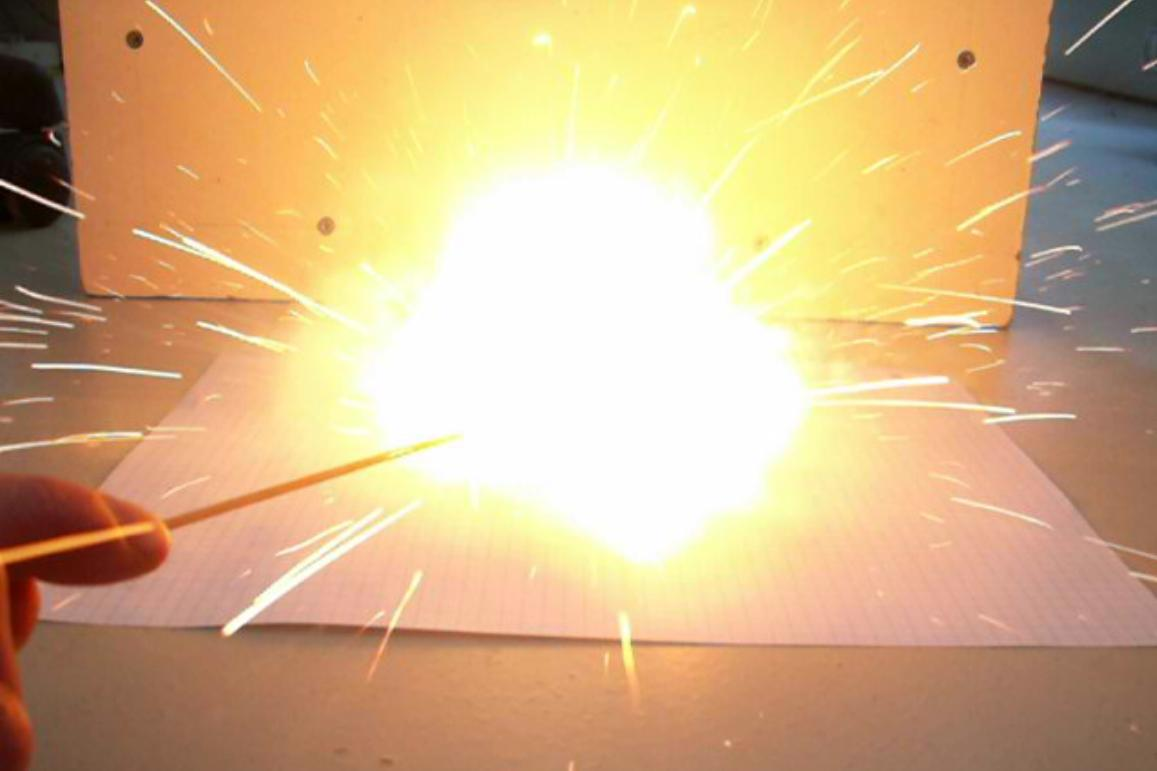
Armstrongsche Mischung beim Abbrand

Die Armstrongsche Mischung ist eine hochexplosive Mischung, die in Streichhölzern benutzt wird. Sie besteht aus einem Teil rotem Phosphor und vier Teilen Kaliumchlorat. Sie diente früher zur Füllung von Schlagröhren für Geschütze und wird heute für Zündplättchen verwendet.
Ohne Verwendung von Zusatzstoffen wie Calciumcarbonat ist die Mischung hochgefährlich aufgrund einer möglichen spontanen Zündung schon bei der Herstellung.
Sie ist benannt nach ihrem Erfinder, dem britischen Industriellen William Armstrong.